# España (diari)
España va ser un diari publicat a Tànger entre 1938 i 1967.

## Història
Fundat el 1938, per inspiració de l'alt comissari d'Espanya al Marroc, Juan Beigbeder, el diari va treure el seu primer número el 25 d'octubre de 1938. El seu fundador i primer director va ser el periodista Gregorio Corrochano. El diari va ser publicat en un context en què Falange editava diversos diaris al nord d'Àfrica, inclosa la Zona Internacional de Tànger. Tot i que s'editava a la ciutat tangerina, la línia editorial del diari no prestava gaire interès pels assumptes africans i, per contra, sí ho feia sobre els assumptes espanyols i internacionals. També solia oferir abundants cròniques taurines. Al seu millor moment va arribar a tenir un tiratge diari de 50.000 exemplars. L'España es va convertir en el principal diari espanyol del nord d'Àfrica. Malgrat els seus orígens, la seva redacció va acollir a molts exiliats republicans. En la dècada de 1950 va publicar un suplement satíric, Don José, sota la direcció d'Antonio Mingote Barrachina. El seu últim número es va publicar el 31 d'octubre de 1967.
Després de la seva desaparició, va ser succeït pel Sol de España, que es va publicar a Màlaga entre 1967 i 1982.